# Urtzi Iriondo
Urtzi Iriondo Petralanda (Zeberio, Biscaia, 30 de gener de 1995) és un futbolista basc que juga en la demarcació de lateral esquerre. Actualment juga al Barakaldo CF.
Anteriorment, l'Athletic l'havia cedit a l'Elx CF.